# Neustadt (Amburgo)
Neustadt (letteralmente: "città nuova") è un quartiere di Amburgo, appartenente al distretto di Hamburg-Mitte.